# Jean-Luc Marion
Pour les articles homonymes, voir Marion.
Jean-Luc Marion, né le 3 juillet 1946 à Meudon, est un philosophe et universitaire français.
Son travail, qu'il définit comme « phénoménologie de la donation », revendique la postérité d'Edmund Husserl et de Martin Heidegger. S'il y est introduit lors de ses années de formation par Jean Beaufret et Jacques Derrida, Jean-Luc Marion est également influencé par son directeur de thèse Ferdinand Alquié et le théologien Hans Urs von Balthasar. Son œuvre se situe dans la tradition phénoménologique française, illustrée par Paul Ricœur, Emmanuel Levinas ou Michel Henry. Catholique, la théologie tient une grande place dans son œuvre : il s'inscrit dans la lignée que Dominique Janicaud avait appelée le "tournant théologique de la phénoménologie française" et va jusqu'à prétendre qu'il ne peut y avoir de philosophie sans pratique de la théologie. Ses ouvrages sont traduits dans plusieurs langues.
Depuis 2008, il est membre de l'Académie française,.

## Biographie

### Famille
Jean-Luc Marion, né le 3 juillet 1946 à Meudon, est le fils de Jean Marion et de Suzanne Roussey. Issu "d'une famille franc-comtoise de « catholiques républicains » où l’on est plutôt scientifique et ingénieur", il choisi la philosophie.
Marié en 1970 à Corinne Nicolas (née en 1945), professeure de lettres modernes, il a deux enfants, Denys et Grégoire, et quatre petits-enfants.

### Années de formation
Après des études primaires à Meudon et des études secondaires au lycée international de Sèvres, il entre en classes préparatoires au lycée Condorcet où il a pour professeur Jean Beaufret. Ancien élève de l'École normale supérieure (1967 L) où il fut l'élève de Louis Althusser et de Jacques Derrida, il devient agrégé de philosophie en 1971 puis docteur en philosophie en 1980.

### Professeur à l'université
Il est professeur de philosophie à l'université de Poitiers de 1981 à 1988, à Paris-X-Nanterre de 1988 à 1994, avant d'occuper à la Sorbonne à partir de 1995 (université de Paris-IV Sorbonne) la chaire de métaphysique précédemment occupée par Emmanuel Levinas. Il est également professeur invité dans plusieurs institutions, dont l'Université Laval de Québec (1994-1996) et l'université Johns-Hopkins (2006, 2007, 2013). La Chaire Étienne Gilson, de l'Institut catholique de Paris, lui a été confiée en 2004-2005. Il a également enseigné pendant presque vingt ans à la Divinity School de l'université de Chicago, d'abord comme titulaire de la chaire Nuveen (2004-2010) où il a succédé à Paul Ricœur, puis comme titulaire de la chaire Greeley (2010-2022) où il a immédiatement succédé à David Tracy.
Il est élu à l'Académie française le 6 novembre 2008 au fauteuil de Jean-Marie Lustiger, dont il prononce l'éloge lors de son discours de réception le 21 janvier 2010. Il appartient également à la commission du Dictionnaire.
Le 10 décembre 2011, Jean-Luc Marion est nommé membre du Conseil pontifical pour la culture (dicastère de la Curie romaine) par le pape Benoît XVI. Il est également doctor honoris causa de nombreuses universités étrangères.
Il dirige la collection Épiméthée aux Presses universitaires de France jusqu'en 2021.
En 2014 puis en 2023, il est invité à prononcer les Gifford Lectures à l'université de Glasgow.

## Œuvre
Son œuvre peut se diviser en quatre champs de recherche principaux :
1. l'histoire de la métaphysique, abordée à partir de son moment cartésien (la place et le rôle de René Descartes dans le système et l'histoire de la métaphysique[9]) ;
2. la phénoménologie contemporaine, qu'il radicalise pour la penser à partir de la donation pure et de la saturation ;
3. la théologie chrétienne, où Dieu est conçu au-delà de l'être, à l'opposé de son identification métaphysique à un étant premier ou à une cause première ;
4. une philosophie de l'amour, qui se fonde sur la pensée de l'éthique par Lévinas pour faire de l'amour la modalité essentielle du rapport à autrui.

Sa pensée se situe dans la postérité d'Edmund Husserl et de Martin Heidegger. Elle est également influencée par l'historien de la philosophie Ferdinand Alquié - dont il a été l'assistant - et le théologien Hans Urs von Balthasar. Mais c'est véritablement comme commentateur de Descartes que Jean-Luc Marion commence sa carrière et que son travail intéresse ses pairs.
Dans le prolongement d'Emmanuel Levinas, il entend ainsi montrer que la question de l'être, qui définit de part en part la métaphysique, n'est pas fondamentale, et qu'elle doit être dépassée à la fois par une question éthique redéfinie comme amour, et par la transcendance théologique (cf. Dieu sans l'être). C'est sur ces bases qu'il développe une phénoménologie de l'amour, dans Prolégomènes à la charité (1986) et Le Phénomène érotique (2003). Dans ce dernier ouvrage, il souhaite penser à nouveaux frais la question de l'émergence de la subjectivité: contrairement à Descartes, il affirme que ce n'est pas dans le repli de la conscience qu'elle peut se poser comme existante. Ainsi c'est autrui, par son amour et l'intentionnalité de son acte d'amour, qui est seul capable d'armer la certitude de soi face à l'assaut de la vanité contre laquelle, selon Marion, l'ego certain de lui-même ne tient pas.
Marion approche la phénoménologie à partir du thème de la donation et du don (Réduction et donation, Étant donné, De surcroît) et en redéfinissant la phénoménalité à partir du concept de « phénomène saturé ». Alors que Husserl n'avait envisagé le phénomène que dans les cas d'une pénurie d'intuition incapable de valider l'intention de sens et de l'adéquation entre intention et signification permettant de produire l'évidence[réf. nécessaire], Marion envisage le cas d'un surcroît irréductible d'intuition sur la signification, c'est-à-dire de la saturation du concept, qui lui permet d'inverser le sens même de la phénoménologie par le concept d'anamorphose, où la subjectivité constituante se laisse dicter les conditions d'apparition du phénomène[pas clair].
Dominique Janicaud reproche à ce titre à Jean-Luc Marion, à l'instar d'autres philosophes de la phénoménologie française des années 90, de mettre son travail philosophique au service de sa foi, participant ainsi à un « tournant théologique de la phénoménologie française ». C'est en la personne de Jean-Luc Marion que Janicaud trouve un interlocuteur pour alimenter le débat. En 1999, Janicaud publie La Phénoménologie éclatée, dans lequel il poursuit son enquête, en insistant particulièrement sur Marion. En avril 2009, Gallimard, avec l’accord des éditions de l’Éclat, publie ensemble Le Tournant théologique de la phénoménologie française et La Phénoménologie éclatée sous le titre de La Phénoménologie dans tous ses états.
Plus généralement, le philosophe Jacques Bouveresse note en 2009 qu'« il y a dans la philosophie française un lien extrêmement étroit qui s’est maintenu entre théologie et philosophie et qui subsiste à travers des gens comme Jean-Luc Marion, par exemple, vraiment typique, le grand philosophe catholique qui est devenu académicien. »
Selon Emmanuel Falque, son livre le plus important serait le traité de phénoménologie Étant donné. Essai d'une phénoménologie de la donation paru en 1997, qu'il compare « sinon à une nouvelle Critique de la raison pure, au moins à une Critique de la raison pure inversée ».
Marion développe également une philosophie de l'art à partir du concept de phénomène saturé, en s'intéressant plus particulièrement à la peinture de Mark Rothko et de Gustave Courbet, mais aussi à Hergé auquel il consacre un petit livre : Hergé. Tintin le terrible ou l'alphabet des richesses.

## Prises de position
Jean-Luc Marion est passionné par la figure et la pensée de Charles de Gaulle et se qualifie lui-même de gaulliste. En 2017, il soutient la candidature de François Fillon à la Présidence de la République et reproche à Emmanuel Macron de "ne pas avoir de principes".
Dans Brève apologie pour un moment catholique, il souligne l'importance politique de la religion et affirme que seule la communion des croyants peut fonder la communauté civique.
En 2025, à l'occasion de la mort du pape François, il déclare à son sujet qu'il "a été un grand pape, car il a su nous surprendre", faisant allusion à ses différentes prises de paroles ayant suscité beaucoup de critiques et ayant même été qualifiées d'hérésies par plusieurs cardinaux,.

## Distinctions
- Prix Charles Lambert de l’Académie des sciences morales et politiques pour L’Idole et la distance, 1978
- Prix Henri-Dumarest de l’Académie française pour Dieu sans l’être, 1983
- Grand Prix de philosophie de l’Académie française pour l’ensemble de son œuvre, 1992
- Prix Karl-Jaspers de l’université et de la ville de Heidelberg, 25 juin 2008
- Grand Prix de la Humboldt Stiftung, Cologne, 15 avril 2014
- Élu membre de l’Académie des Lyncéens, en 2009.
- Élu à l’Académie française, le 6 novembre 2008, au fauteuil du cardinal Jean-Marie Lustiger
- Prix Ratzinger, le 1er octobre 2020 (également attribué à Tracey Rowland)

## Docteurhonoris causa
Jean-Luc Marion est docteur honoris causa de nombreuses universités, parmi lesquelles :
- Université d'Utrecht (2006)
- Université nationale de San Martín (2009)
- Haverford College (2010)
- Université catholique Péter-Pázmány (2011)
- Université de Glasgow (2013)
- Université de Bucarest (2013)
- Université de Rome « La Sapienza » (2013)
- Université de Iași (2013)
- Université catholique australienne (2015)

## Décorations
- Chevalier de la Légion d'honneur
- Officier de l'ordre des Palmes académiques
- Commandeur de l'ordre de Saint-Grégoire-le-Grand.

## Publications
- Avec Alain de Benoist, Avec ou sans Dieu ?, coll. « Carrefour des jeunes », Beauchesne, Paris 1970.
- Sur l’ontologie grise de Descartes. Science cartésienne et savoir aristotélicien dans les Regulae, Paris, Vrin, 1975
- L’Idole et la distance. Cinq études, Paris, Grasset, 1977
- Sur la théologie blanche de Descartes. Analogie, création des vérités éternelles, fondement, Paris, PUF, 1981
- Dieu sans l’être, Paris, Fayard, 1982 (réimpr. PUF, 2010)
- Sur le prisme métaphysique de Descartes. Constitution et limites de l’onto-théo-logie cartésienne, Paris, PUF, 1986
- Prolégomènes à la charité, Éditions de la Différence, 1986.
- Réduction et donation. Recherches sur Husserl, Heidegger et la phénoménologie, PUF, 1989.
- Questions cartésiennes I. Méthode et métaphysique, PUF, 1991.
- La Croisée du visible, Éditions de la Différence, 1991, PUF.
- Le phénomène saturé, in : Michel Henry, Paul Ricœur, Jean-Luc Marion, Jean-Louis Chrétien, Phénoménologie et Théologie, présentation de Jean-François Courtine, Paris, Criterion, « coll. Idées », 1992
- Questions cartésiennes II. L’ego et Dieu, PUF, 1996.
- Hergé. Tintin le terrible ou l'alphabet des richesses, Hachette, 1996, 2006.
- Étant donné. Essai d’une phénoménologie de la donation, PUF, 1997.
- De surcroît. Études sur les phénomènes saturés, PUF, 2001, 2010.
- Le Phénomène érotique, Grasset, 2003.
- Le Visible et le révélé, Cerf, 2005.
- Au lieu de soi, l'approche de saint Augustin, Paris, PUF, 2008Ouvrage issu d'un cycle de conférences données en 2004 sur la lecture et l'interprétation des Confessions sur un mode non métaphysique, au moyen des principaux concepts élaborés dans une logique phénoménologique. L'enjeu est double : tester la validité herméneutique des concepts de donation, de phénomène saturé, retrouver dans l'œuvre l'itinéraire d'une approche au lieu de soi.
- Certitudes négatives, Grasset & Fasquelle, 2010.
- Le croire pour le voir, Communio Parole et Silence, 2010.
- Discours de réception à l’Académie française, Grasset & Fasquelle, 2010.
- La Rigueur des choses, entretiens avec Dan Arbib, Flammarion, 2012.
- Sur la pensée passive de Descartes, Paris, PUF, 2013
- Courbet ou la peinture à l’œil, Flammarion, février 2014.
- Cours sur la volonté, édité par Christophe Perrin, collection Empreintes philosophiques, Presses universitaires de Louvain, mai 2014
- Reprise du donné, Paris, PUF, 2016
- Giveness and Revelation, Oxford University Press, 2016 (texte des Gifford Lectures données en 2014 à l'université de Glasgow)
- Brève apologie pour un moment catholique, Grasset, mai 2017.
- D'ailleurs, la Révélation, Paris, Grasset, 2020
- À vrai dire, conversation avec Paul-François Paoli, Cerf, 2021
- Paroles données, quarante entretiens 1987-2017, édité, annoté et préfacé par Mathias Goy, Cerf, 2021
- Questions cartésiennes III, Paris, PUF, 2021
- La métaphysique et après: Essai sur l'historicité et sur les époques de la philosophie, Paris, Grasset, 2023.

## Études sur Jean-Luc Marion
- Numéro spécial de la revue Philosophie, no 78, 2003, Éditions de Minuit.
- Dossier spécial dans la revue Nunc, no 16, septembre 2008, Éditions de Corlevour.
- Givenness and God: Questions of Jean-Luc Marion, Ian Leask and Eoin G. Cassidy, eds., Fordham University Press, 2005
- Jean-Luc Marion: A Theo-logical Introduction, Robyn Horner, Ashgate, 2005.
- Counter-Experiences: Reading Jean-Luc Marion, edited by Kevin Hart, University of Notre Dame Press, 2007.
- Reading Jean-Luc Marion:Exceeding Metaphysics, Christina M. Gschwandtner, Indiana University Press, 2007.
- Interpreting Excess: Jean-Luc Marion, Saturated Phenomena, and Hermeneutics, Fordham University Press, 2010.
- A Genealogy of Marion's Philosophy of Religion: Apparent Darkness, Indiana University Press, 2011.
- Sylvain Camilleri et Adam Takacs (éds.), Jean-Luc Marion. Cartésianisme, phénoménologie, théologie, Paris, Archives Karéline, 2012.
- Stéphane Vinolo, Dieu n'a que faire de l'être, introduction à l'œuvre de Jean-Luc Marion, Paris, éd. Germina, octobre 2012.
- La Philosophie et le sens de son histoire : études autour de Jean-François Marquet et Jean-Luc Marion, Patrick Cerutti, Zeta Books, 2014.
- Philosophie de Jean-Luc Marion, Phénoménologie, théologie, métaphysique, sous la direction de Philippe Capelle-Dumont, coll. Rue de la Sorbonne, Ed. Hermann, mars 2015.
- Dan Arbib, « Philosophie et histoire de la philosophie : J.-L. Marion interprète de Descartes », in Ph. Capelle-Dumont (éd.), Philosophie de Jean-Luc Marion, Paris, Hermann, 2015, p. 107-123.
- Dan Arbib, « L’infini et la chair, ou l’unique percée cartésienne », in C. Ciocan & A. Vasiliu, éd., Lectures de Jean-Luc Marion, Paris, Cerf, 2016, p. 135-150.
- Cristian Ciocan & Anca Vasiliu (éd.), Lectures de Jean-Luc Marion, Paris, Cerf, 2016.
- Pascale Tabet, Amour et donation chez Jean-Luc Marion: Une phénoménologie de l'excès, Paris, L'Harmattan, 2017.
- Boniface Nguessan Kouassi, La phénoménologie de Jean-Luc Marion, Paris, Univ Europ, 2017.
- Stéphane Vinolo, Jean-Luc Marion, apologie de l'inexistence, Tome 1 - La destinerrance des phénomènes, L'Harmattan, Paris, 2019.
- Stéphane Vinolo, Jean-Luc Marion, apologie de l'inexistence, Tome 2 - Une phénoménologie discursive, L'Harmattan, Paris, 2019.
- Manifestation et Révélation. A propos du livre de Jean-Luc Marion, D'ailleurs, la révélation, sous la direction de Raphaël Authier et Vincent Carraud, Fabrizio Serra Editore, 2022.
- Jean-Luc Marion et l'histoire de la métaphysique. Textes réunis par Isabelle Moulin et Edouard Mehl, Revue des sciences religieuses, T. 98, 2024/2-4.

## Dans la culture populaire
Dans le film Comment je me suis disputé… (ma vie sexuelle) (1996), le personnage principal offre à son amante Prolégomènes à la charité, en disant de l'ouvrage et de son auteur : « Je m'intéresse beaucoup à la théologie. J'ai lu tous ses livres. Je sais pas… Celui-là, j'ai dû l'offrir cinq fois ! ». Mais quand il demande à l'amante en question si elle a aimé le livre, elle s'exclame : « Tu aurais pu m'offrir des bijoux quand même ! Et tu m'offres un livre de l'autre emmerdeur, là… »

## Annexe